# How to Be a Gentleman
How to Be a Gentleman (2011-2012) – amerykański serial komediowy stworzony przez Davida Hornsby'ego oraz wyprodukowany przez Media Rights Capital, CBS Productions i CBS Television Studios, powstały na podstawie książki Johna Bridgesa pod tym samym tytułem.
Premiera serialu miała miejsce w Stanach Zjednoczonych 29 września 2011 na amerykańskim kanale CBS, a po raz ostatni został emitowany do 23 czerwca 2012.

## Opis fabuły
Serial opowiada o perypetiach dwóch dawnych uczniów z klasy – dobrze ubranego z nienagannymi manierami Andrew Carlsona (David Hornsby) oraz nieokrzesanego i nieprzewidywalnego trenera Berta Lansinga (Kevin Dillon). Andrew postanawia nauczyć swojego przyjaciela Berta, jak być dżentelmenem. Razem codziennie przeżywają niesamowite i zabawne przygody.

## Obsada
- David Hornsby – Andrew Carlson
- Kevin Dillon – Bert Lansing
- Dave Foley – Jerry Dunham
- Mary Lynn Rajskub – Janet
- Rhys Darby – Mike
- Nancy Lenehan – Diane Carlson

## Odcinki
| № | Nr | Tytuł                                            | Reżyseria         | Scenariusz                          | Premiera (CBS)       |
| - | -- | ------------------------------------------------ | ----------------- | ----------------------------------- | -------------------- |
| 1 | 1  | Pilot                                            | Pamela Fryman     | David Hornsby                       | 29 września 2011     |
| 2 | 2  | How to Have a One-Night Stand                    | Pamela Fryman     | David Hornsby                       | 6 października 2011  |
| 3 | 3  | How to Attend Your Ex-Fiancee's Wedding          | Fred Savage       | Jeff Astrof                         | 15 października 2011 |
| 4 | 4  | How to Share a Relationship                      | Fred Savage       | Jeff Astrof                         | 26 maja 2012         |
| 5 | 5  | How to Be Draft Andrew                           | Alex Hardcastle   | Michael Borkow                      | 26 maja 2012         |
| 6 | 6  | How to Dip Your Pen in the Company Ink           | Alex Hardcastle   | David Hornsby                       | 2 czerwca 2012       |
| 7 | 7  | How to Get Along With Your Boss's New Girlfriend | Gary Halvorson    | David Hornsby i Jeff Astrof         | 9 czerwca 2012       |
| 8 | 8  | How to Upstage Thanksgiving                      | Tristram Shapeero | Justin Halpern i Patrick Schumacker | 16 czerwca 2012      |
| 9 | 9  | How to Be Shallow                                | Gary Halvorson    | Robin Shorr                         | 23 czerwca 2012      |